# Domenico di Michelino

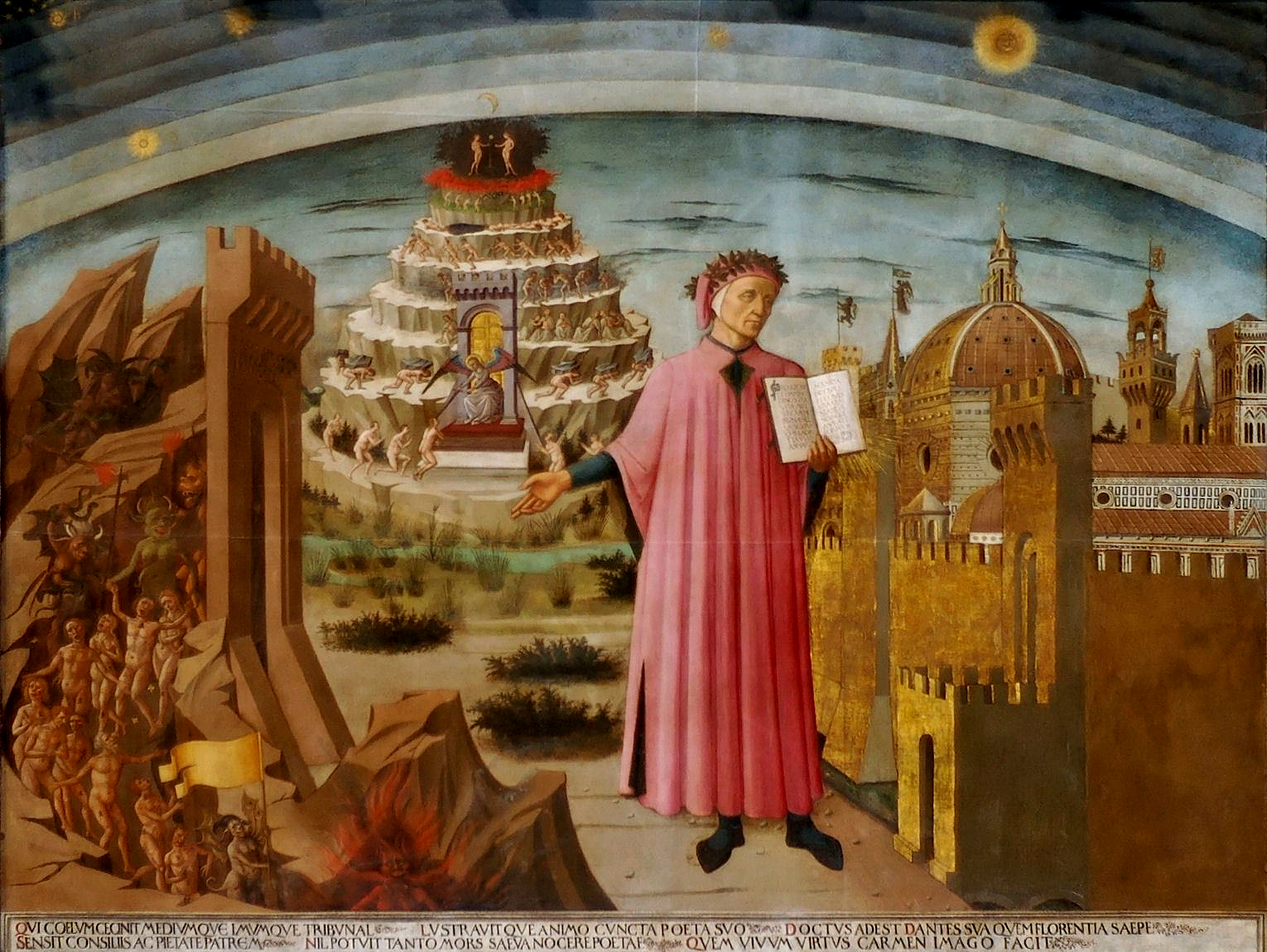
Domenico di Michelino: Dante y su poema (1465). Catedral de Santa Maria del Fiore, Florencia.

Domenico di Michelino (Florencia, 1417-Florencia, 18 de abril de 1494) fue un pintor florentino, cuya única obra documentada es una alegoría sobre Dante y su Divina Comedia que se encuentra en la catedral de Florencia. La obra (que, según las fuentes, recibe distintos títulos) fue pintada en 1465 para conmemorar el segundo centenario del nacimiento de Dante. Se trata de una témpera sobre tela y está en alto, adosada a un muro lateral, en la nave del evangelio. Representa al poeta florentino en medio de un paisaje evocador de su Divina comedia, libro que lleva abierto en su mano derecha y del que se pueden leer sus tercetos iniciales:

Nel mezzo del cammin di nostra vita

mi ritrovai per una selva oscura,

ché la diritta via era smarrita.

Ahi quanto a dir qual era è cosa dura

esta selva selvaggia e aspra e forte

che nel pensier rinova la paura!

 
DANTE, Divina Comedia, «Infierno», Canto I

A la derecha de la figura de Dante, Michelino reproduce una vista urbana de Florencia (dominada por la gran cúpula de Brunelleschi); a la izquierda de Dante, se representa el Infierno; a espaldas del poeta, figura la montaña del Purgatorio, coronada por el Paraíso donde se ve a Adán y Eva en el momento de su tentación, todo ello bajo las esferas celestiales.
Giorgio Vasari en Le vite menciona a Michelino en la biografía de Fra' Giovanni da Fiesole (Fra Angelico) como discípulo de éste, pero el estilo de Michelino parece más cercano al de Alesso Baldovinetti o  Francesco Pesellino. 

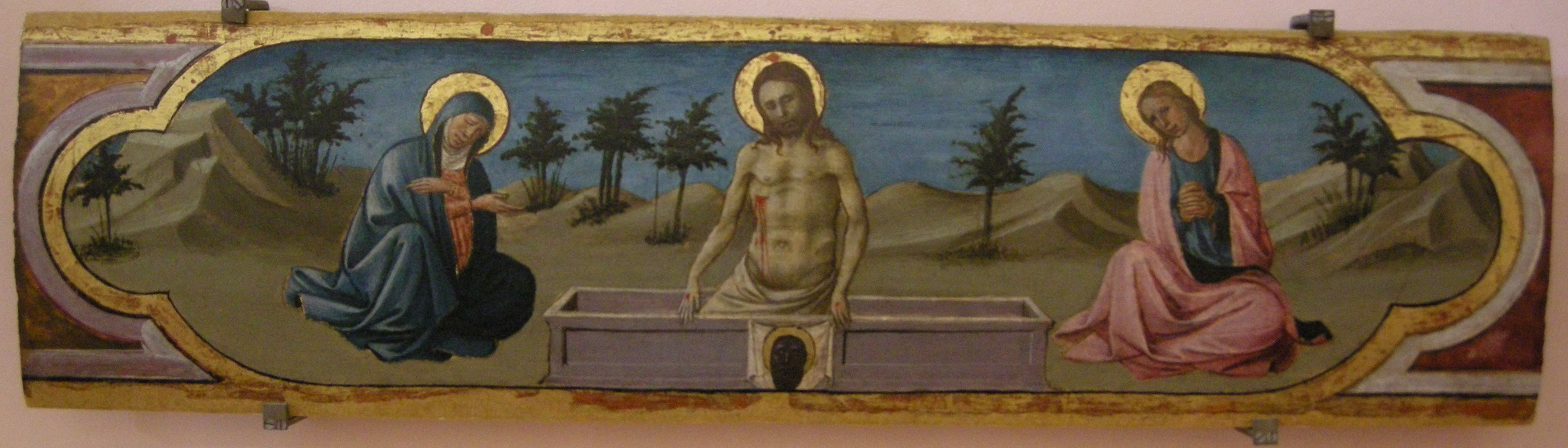
Cristo in pietà, atribuido a Michelino. Museo Bandini, Fiesole.

A Michelino se le atribuyen otras obras, aunque ya sin certeza de su autoría, como la Madonna dell'Umiltà de la Loggia del Bigallo de Florencia, el Ritratto dei tre Gaddi de la Galería de los Uffizi o el Cristo in pietà del Museo Bandini de Fiesole.